# Petrus Catani

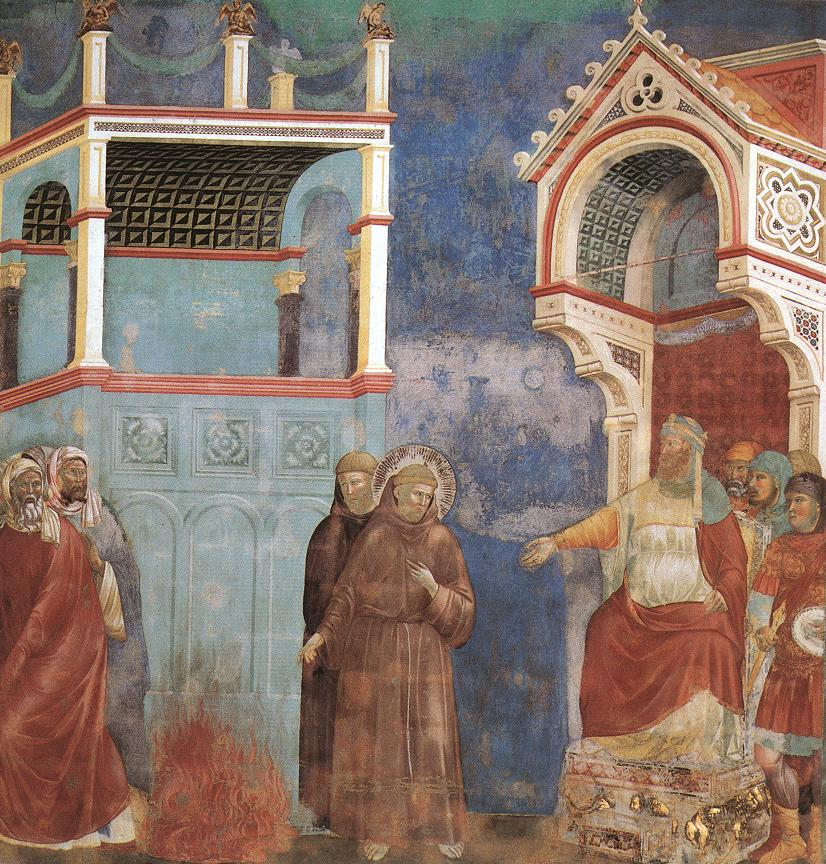
Franciscus en een medebroeder - waarschijnlijk Petrus Catani - bij de sultan.

Petrus Catani (vermoedelijk Assisi voor 1180 - Portiuncula (Assisi), 10 maart 1221) was een Italiaans franciscaan.
Petrus Catani was reeds een ervaren rechtsgeleerde en als leek verbonden aan het kapittel van Assisi, toen hij zich in april 1208 aansloot bij Franciscus van Assisi en zo een van zijn eerste drie volgelingen werd. In 1209 gingen de broeders per twee preken in Italië. Petrus Catani ging samen met Bernardus van Quintavalle, de eerste volgeling van Franciscus. In 1219 trok hij met Franciscus en enkele medebroeders naar het Midden-Oosten. In 1220 keerde hij met Franciscus, Elias van Cortona en Cesarius van Spiers in allerhaasten terug naar Italië omdat er problemen waren binnen de orde. Vermoedelijk in 1220 (maar mogelijk zelfs vroeger) werd hij door Franciscus aangesteld als zijn vicaris. In deze functie werd hij de facto de eerste generaal-overste van de minderbroeders. Minder dan een jaar later, op 10 maart 1221, stierf hij echter in Portiuncula, waar zijn grafsteen nog steeds staat.